# 都会大地 (1997年电影)
《都会大地》（英語：Metroland）是一部1997年的喜剧剧情片，由菲利普·萨维尔执导，克里斯汀·貝爾和艾蜜莉·華森主演。影片由阿德里安·霍奇斯编剧，根据朱利安·巴恩斯1980年的小说《都会大地》改编，这部电影讲述了一名男子的故事，他平静而普通的生活因挚友的突然重现而被打破。这不仅让他回想起自己在巴黎叛逆的青春岁月，还促使他质疑自己的一些人生选择，并重新审视自己人生的优先事项和婚姻的故事。